# آلان كروسلاند
آلان كروسلاند (10 أغسطس 1894 - 16 يوليو 1936) ممثل مسرحي ومخرج سينمائي أمريكي، اشتهر بإخراج فيلمين يكسران حاجز الصوت فيلم دون خوان عام (1926) وأول فيلم روائي طويل بحوارات منطوق في فيلم مغني الجاز عام 1927، بدأ مسيرته المهنية في صناعة الأفلام السينمائية في عام 1912 في استوديوهات إديسون في ذا برونكس بنيويورك ، حيث عمل في وظائف مختلفة لمدة عامين حتى تعلم العمل جيدًا بما يكفي لبدء إخراج الأفلام القصيرة، بحلول عام 1917 بدأ بإخراج أفلام طويلة،

## نشأته
ولد في مدينة نيويورك لعائلة يهودية ميسورة الحال، درس في كلية دارتموث، لكنه تركها قبل التخرج وقرر أن يصبح صحفيًا، لذا عمل في وظيفة كاتب في مجلة نيويورك غلوب. وكتب مقالات وقصصًا قصيرة إلى جانب مجلات الأفلام، قاده اهتمامه بالمسرح لبدأ التمثيل على خشبة المسرح، وظهر في العديد من الإنتاجات مع الممثلة الشكسبيرية آني راسيل.

## وفاته
توفي آلان كروسلاند في عام 1936 عن عمر يناهز 41 عامًا نتيجة لحادث سيارة في لوس أنجلوس. تم دفنه في مقبرة هوليوود للأبد. ظل قبره بدون علامات لمدة 67 عامًا حتى تم التبرع بقبر من قبل هوليوود أندرغراوند في عام 2003.

## روابط خارجية
- آلان كروسلاند في قاعدة بيانات الأفلام على الإنترنت
- آلان كروسلاند على موقع فايند أغريف